# نعومي إيزنبرغر
نعومي إيزنبرغر (وُلدت في سان فرانسيسكو) (بالإنجليزية: Naomi Eisenberger)‏ هي عالمة نفس وأستاذة معروفة بأبحاثها في مجال علم النفس الاجتماعي. فازت عام 2012 بجائزة (IUPsyS Young Investigator) في العلوم التطبيقية، كما فازت عام 2013 بجائزة APA للمساهمات العلمية المتميزة في علم النفس. اشتهرت إيزنبرغر ببحثها حول الأسس العصبية للألم الاجتماعي والاتصال الاجتماعي.

## حياتها
إيزنبرغر حاليًا أستاذ في برنامج علم النفس الاجتماعي بجامعة كاليفورنيا في لوس أنجلوس. تعمل مديرة لمختبر علم الأعصاب الاجتماعي والعاطفي، وكذلك المدير المشارك لمختبر العلوم المعرفية الاجتماعية. متزوجة من ماثيو ليبرمان ولديهما ابن. وقد شاركت رفقة زوجها في تأليف العديد من الأبحاث.